# Chloranthus elatior
Chloranthus elatior är en tvåhjärtbladig växtart som beskrevs av Heinrich Friedrich Link. Chloranthus elatior ingår i släktet Chloranthus och familjen Chloranthaceae. Inga underarter finns listade i Catalogue of Life.

## Bildgalleri

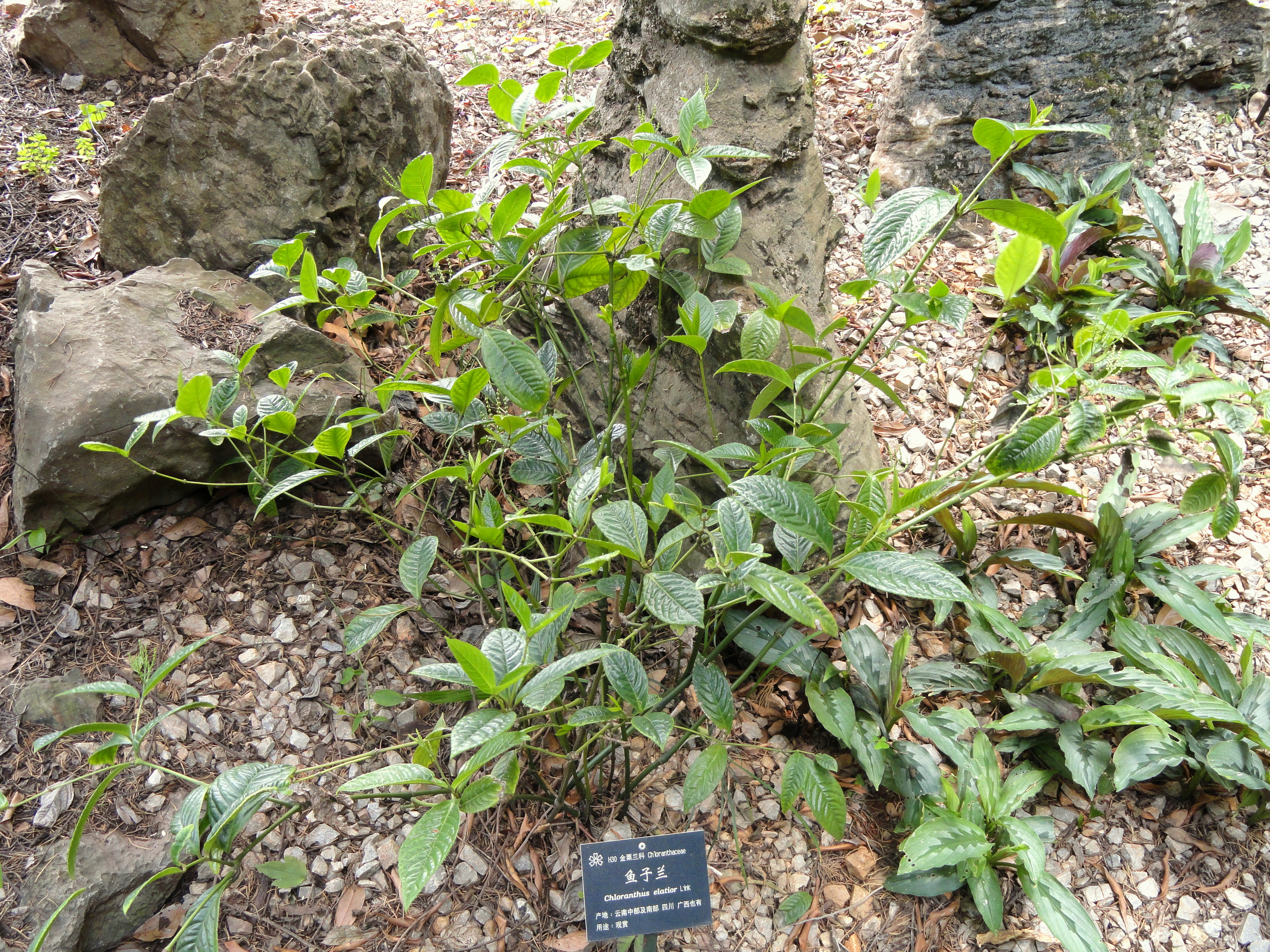